# Tomas Fujiwara
Tomas A. Fujiwara (Boston, 1977) is een Amerikaanse jazzdrummer en improvisatiemuzikant.

## Biografie
Tomas Fujiwara groeide op in Boston. Op 7-jarige leeftijd, onder de indruk van de drumstrijd van Buddy Rich en Max Roach, raakte hij geïnteresseerd in muziek. Na twee jaar studeren bij Joyce Kauffman en acht jaar lesgeven bij Alan Dawson, werkt hij sinds de jaren 2000 in het Amerikaanse jazzcircuit met Taylor Ho Bynum, Ralph Alessi, Matt Bauder, Trevor Dunn, Mary Halvorson, Sunny Jain, Steve Lehman, Reuben Radding, Matana Roberts en Brandon Seabrook. In 2010 werd zijn debuutalbum Actionspeak uitgebracht (met Mary Halvorson, Brian Settles, Danton Boller en Jonathan Finlayson), gevolgd door The Air Is Different (482 Music, 2012). Fujiwara werkte ook als componist voor theater, film en dans en als muziekleraar. Momenteel (2018) leidt Fujiwara het 7 Poets Trio met Patricia Brennan en Tomeka Reid.

## Discografie
- 2007: Taylor Ho Bynum/Tomas Fujiwara: True Events (482 Music)
- 2008: Ideal Bread: Transmit: Vol. 2 of the Music of Steve Lacy (Cuneiform Records, met Kirk Knuffke, Josh Sinton, Reuben Radding)
- 2010: Taylor Ho Bynum/Tomas Fujiwara: Stepwise (Not Two Records)
- 2012: The Air Is Different (RogueArt)
- 2015: After All Is Said (482 Music) met Jonathan Finlayson, Brian Settles, Mary Halvorson, Michael Formanek
- 2016: The Out Louds (Relative Pitch Records) met Ben Goldberg, Mary Halvorson
- 2017: Triple Double (Firehouse 12) met Taylor Ho Bynum, Mary Halvorson, Brandon Seabrook, Ralph Alessi, Gerald Cleaver
- 2018: Thumbscrew: Ours und Theirs (Cuneiform Records) met Mary Halvorson, Michael Formanek
- 2019: 7 Poets Trio (RogueArt)